# 瓦利希爾 (密西西比州)
瓦利希爾（英語：Valley Hill）是位於美國密西西比州卡羅爾縣的非建制地區。

## 歷史
瓦利希爾的郵局自1858年營運至今。。

## 地理
瓦利希爾所處的海拔為高於海平面92米（即302英呎），而該地所採用的時區為UTC-6，即北美中部時區（CST）。同時該地設有夏令時間，為UTC-6調快一小時，即UTC-5（CDT）。